# Великий герцог

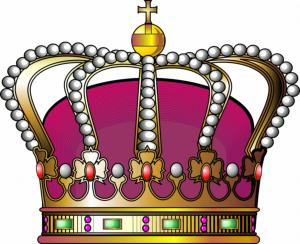
Німецька корона великого герцога

Вели́кий ге́рцог — титул самостійних правителів, що стоять, за міжнародним правом, між королями і герцогами. Їм надано титул «Королівська Високість».
Герцог Флоренції, Козімо I Медичі, був першим правителем, якому в 1569 р. дарував цей титул папа Пій V. Він довго не міг добитися визнання його з боку імператора, і воно прийшло лише тоді, коли син і наступник Козімо, Франциск, в 1575 р. одружився з сестрою імператора Максиміліана II. Титул «Королівська Високість» був приєднаний до титулу великого герцога в 1699 р. і перейшов від Флоренції на всю Тоскану.
Наполеон I створив нового великого герцога, коли дарував в 1806 р. Йоахиму Мюрату герцогство Берзьке, після чого і володарні князі Гессен-Дармштадтський, Баденський і Вюрцбурзький (раніше великий герцог Тосканський), приєднавшись до Рейнського союзу, прийняли цей же титул. В 1810 р. і князь-примас фон Дальберг (раніше курфюрст Майнцький) був зведений Наполеоном I у великого герцога Франкфуртського.
На підставі ухвал Віденського конгресу, цей титул (окрім вигнаної з Тоскани гілки Габсбургсько-Лотарінгського дому) носили правителі Гессена, Бадена, Саксен-Веймара, Мекленбург-Шверіна, Мекленбург-Штреліца, Ольденбурга і Люксембурга, а також, в числі інших титулів, король Прусський, як великий герцог Нижньорейнський і Познанський і імператор Австрійський, як великий герцог Краківський.